# Barbus callensis
Barbus callensis es una especie de peces de la familia Cyprinidae, orden Cypriniformes.
Son peces dulceacuícolas de Argelia, Marruecos y Túnez que pueden llegar alcanzar los 30 cm de longitud total.